# Alemanha nos Jogos Olímpicos
A Alemanha já participou na maioria dos Jogos Olímpicos, a começar pela edição inaugural em Atenas, os Jogos Olímpicos de Verão de 1896. O Comitê Olímpico Internacional considera que todas as aparições da Alemanha foram geridas pela Deutscher Olympischer Sportbund entre 1896 e 1952, e desde 1992. O país foi impedido de participar das duas edições após a Primeira Guerra Mundial e a primeira após a Segunda Guerra Mundial. Entre 1956 e 1964, a então dividida Alemanha se uniu sob a Equipe Alemã Unida, para depois Alemanha Ocidental e Alemanha Oriental serem times separados entre 1968 e 1988. A Reunificação Alemã de 1990 garantiu um retorno integral. Nos Jogos de Inverno, a Alemanha disputou as três primeiras edições, entre 1928 e Jogos Olímpicos de Inverno de 1936, mais 1952, antes da reunificação.
Descontadas as edições entre 1956 e 1988, a Alemanha é o quinto país com mais medalhas nos Jogos de Verão (615), o terceiro nos de Inverno (240) e quarto no geral (855). As 283 medalhas de ouro combinadas são o terceiro maior total, atrás apenas de Estados Unidos e a extinta União Soviética.

## Medalhas
| Jogos                | Ouro                                               | Prata                                              | Bronze                                             | Total                                              |
| Império Alemão       |                                                    |                                                    |                                                    |                                                    |
| Atenas 1896          | 6                                                  | 5                                                  | 2                                                  | 13                                                 |
| Paris 1900           | 4                                                  | 2                                                  | 2                                                  | 8                                                  |
| Saint Louis 1904     | 4                                                  | 4                                                  | 5                                                  | 13                                                 |
| Londres 1908         | 3                                                  | 5                                                  | 5                                                  | 13                                                 |
| Estocolmo 1912       | 5                                                  | 13                                                 | 7                                                  | 25                                                 |
| Alemanha Weimar      |                                                    |                                                    |                                                    |                                                    |
| Amsterdam 1928       | 10                                                 | 7                                                  | 14                                                 | 31                                                 |
| Los Angeles 1932     | 3                                                  | 12                                                 | 5                                                  | 20                                                 |
| Grande Reich alemão  |                                                    |                                                    |                                                    |                                                    |
| Berlim 1936          | 33                                                 | 26                                                 | 30                                                 | 89                                                 |
| Alemanha dividida    |                                                    |                                                    |                                                    |                                                    |
| Helsinque 1952       | 0                                                  | 7                                                  | 17                                                 | 24                                                 |
| 1956-1964            | Ver EUA Equipe Alemã Unida                         | Ver EUA Equipe Alemã Unida                         | Ver EUA Equipe Alemã Unida                         | Ver EUA Equipe Alemã Unida                         |
| 1964-1988            | Ver FRG Alemanha Ocidental e GDR Alemanha Oriental | Ver FRG Alemanha Ocidental e GDR Alemanha Oriental | Ver FRG Alemanha Ocidental e GDR Alemanha Oriental | Ver FRG Alemanha Ocidental e GDR Alemanha Oriental |
| Alemanha reunificada |                                                    |                                                    |                                                    |                                                    |
| Barcelona 1992       | 33                                                 | 21                                                 | 28                                                 | 82                                                 |
| Atlanta 1996         | 20                                                 | 18                                                 | 27                                                 | 64                                                 |
| Sydney 2000          | 13                                                 | 17                                                 | 26                                                 | 56                                                 |
| Atenas 2004          | 13                                                 | 16                                                 | 20                                                 | 49                                                 |
| Pequim 2008          | 16                                                 | 10                                                 | 15                                                 | 41                                                 |
| Londres 2012         | 11                                                 | 19                                                 | 14                                                 | 44                                                 |
| Rio de Janeiro 2016  | 17                                                 | 10                                                 | 15                                                 | 42                                                 |
| Tóquio 2020          | A definir                                          |                                                    |                                                    |                                                    |
| Paris 2024           | A definir                                          |                                                    |                                                    |                                                    |
| Los Angeles 2028     | A definir                                          |                                                    |                                                    |                                                    |
| Total                | 191                                                | 194                                                | 230                                                | 615                                                |

| Jogos                       | Ouro                       | Prata                      | Bronze                     | Total                      |
| Alemanha Weimar             |                            |                            |                            |                            |
| St. Moritz 1928             | 0                          | 0                          | 1                          | 1                          |
| Lake Placid 1932            | 0                          | 0                          | 2                          | 2                          |
| Grande Reich alemão         |                            |                            |                            |                            |
| Garmisch-Partenkirchen 1936 | 3                          | 3                          | 0                          | 6                          |
| Alemanha dividida           |                            |                            |                            |                            |
| Oslo 1952                   | 3                          | 2                          | 2                          | 7                          |
| 1956-1964                   | Ver EUA Equipe Alemã Unida | Ver EUA Equipe Alemã Unida | Ver EUA Equipe Alemã Unida | Ver EUA Equipe Alemã Unida |
| 1968-1988                   | Ver EUA Equipe Alemã Unida | Ver EUA Equipe Alemã Unida | Ver EUA Equipe Alemã Unida | Ver EUA Equipe Alemã Unida |
| Alemanha reunificada        |                            |                            |                            |                            |
| Albertville 1992            | 10                         | 10                         | 6                          | 26                         |
| Lillehammer 1994            | 9                          | 7                          | 8                          | 24                         |
| Nagano 1998                 | 12                         | 9                          | 8                          | 29                         |
| Salt Lake City 2002         | 12                         | 16                         | 8                          | 36                         |
| Turim 2006                  | 11                         | 12                         | 6                          | 29                         |
| Vancouver 2010              | 10                         | 13                         | 7                          | 30                         |
| Sochi 2014                  | 8                          | 6                          | 5                          | 19                         |
| Pyeongchang 2018            | 14                         | 10                         | 7                          | 31                         |
| Pequim 2022                 | A definir                  |                            |                            |                            |
| Total                       | 92                         | 88                         | 60                         | 240                        |

## Cisão
Como entre 1945 e 1990 a Alemanha estava ocupada pelos aliados e a União Soviética, acabou dividida entre Alemanha Ocidental e Alemanha Oriental. Após ser banida da Olimpíada de 1948, em 1952 a Alemanha voltou com uma equipe tendo apenas alemães ocidentais, e entre 1956 e 1964 ambos os lados participaram juntos da Equipe Alemã Unida. Entre 1968 e 1988 as duas Alemanhas eram equipes separadas, e a Reunificação Alemã restaurou a integridade da equipe para os jogos de 1992.
| Time (código do COI)         | Nº de Verão | Ouro | Prata | Bronze | Total | Nº de Inverno | Ouro | Prata | Bronze | Total | Nº de Jogos | Ouro | Prata | Bronze | Combinado Total |
| GER Alemanha                 | 15          | 191  | 194   | 230    | 615   | 11            | 92   | 88    | 60     | 240   | 26          | 283  | 282   | 290    | 855             |
| GDR Alemanha Oriental        | 5           | 153  | 129   | 127    | 409   | 6             | 39   | 36    | 35     | 110   | 11          | 192  | 165   | 162    | 519             |
| FRG Alemanha Ocidental       | 5           | 56   | 67    | 81     | 204   | 6             | 11   | 15    | 13     | 39    | 11          | 67   | 82    | 94     | 243             |
| EUA Equipe Alemã Unida (EUA) | 3           | 28   | 54    | 36     | 118   | 3             | 8    | 6     | 5      | 19    | 6           | 36   | 60    | 41     | 137             |